# Водородная связь

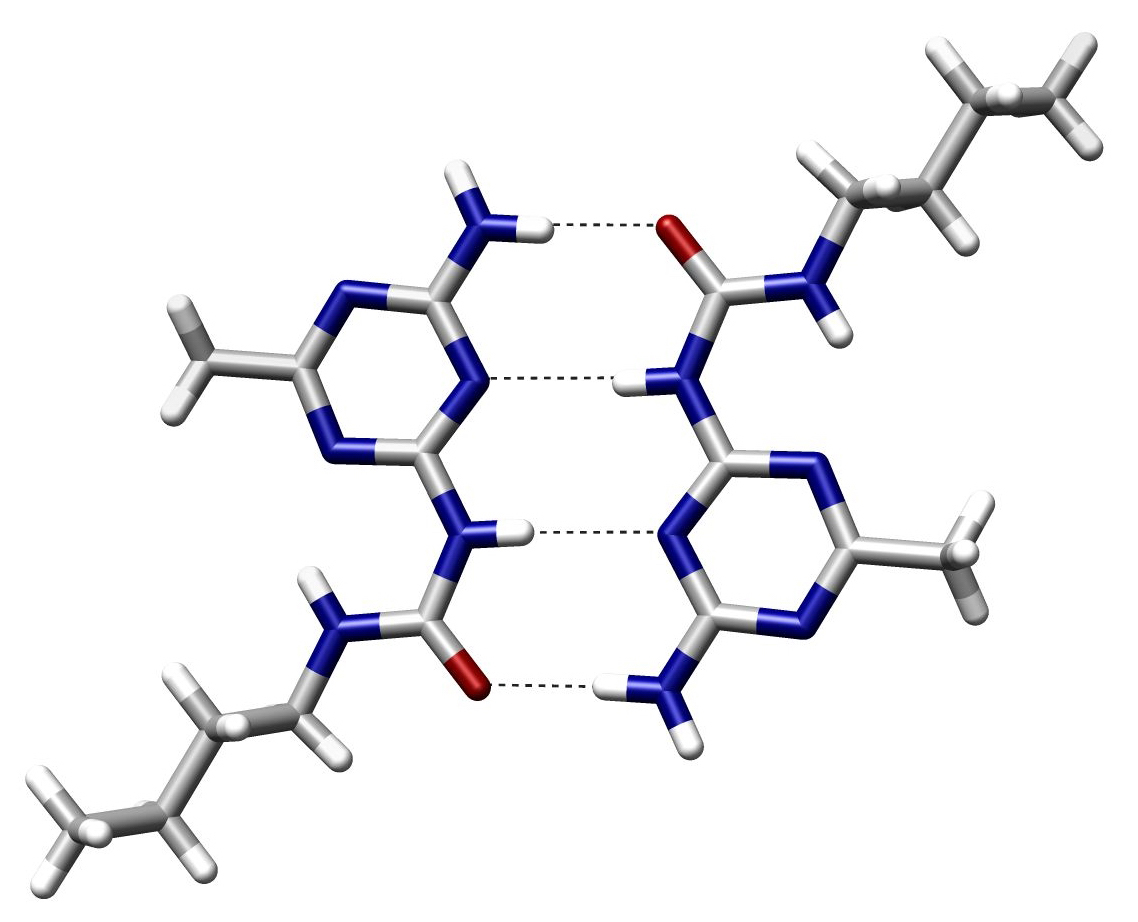
Пример межмолекулярных водородных связей

Водородная связь — форма ассоциации между электроотрицательным атомом и атомом водорода H, связанным ковалентно с другим электроотрицательным атомом. Характерными примерами таких электроотрицательных атомов являются атомы элементов второго периода периодической системы — азота, кислорода и фтора, а также  атомы некоторых других элементов с  высокой относительно водорода электроотрицательностью. Водородные связи могут быть межмолекулярными или внутримолекулярными.

## Природа
Ранее водородную связь рассматривали как электростатическое взаимодействие, усиленное небольшим размером водорода, которое разрешает близость
взаимодействующих диполей. Тогда об этом говорят как о разновидности донорно-акцепторной связи, невалентном взаимодействии между атомом водорода H, ковалентно связанным с атомом A группы A–H молекулы RA–H и электроотрицательным атомом B другой молекулы BR' (или функциональной группы той же молекулы). Результатом таких взаимодействий являются комплексы RA–H···BR′ различной степени стабильности, в которых атом водорода выступает в роли «моста», связывающего фрагменты RA и BR′.
Особенностями водородной связи, по которым её выделяют в отдельный вид, является её не очень высокая прочность, её распространенность и важность, особенно в органических соединениях, а также некоторые побочные эффекты, связанные с малыми размерами и отсутствием дополнительных электронов у водорода.
В настоящее время с развитием квантовохимических расчетов в рамках теории молекулярных орбиталей водородная связь рассматривается как частный случай ковалентной с делокализацией электронной плотности по цепи атомов и образованием трёхцентровых четырёхэлектронных связей (например, –H···[F–H···F]–) или даже четырехцентровых пятиэлектронных связей (в случае образования бифуркатных связей ).

## История
В книге The Nature of Chemical Bond and the Structure of Molecules and Crystals Лайнуса Полинга, впервые изданной в 1939 году, первое упоминание водородной связи приписывается Муру и Винмиллу. Они использовали водородную связь, чтобы обосновать факт, что гидроксид триметиламмония является более слабым основанием, чем гидроксид тетраметиламмония. Описание водородных связей в воде было сделано в 1920 году Латимером и Родебушем.

## Свойства
Энергия водородной связи значительно меньше энергии обычной ковалентной связи (не превышает 40 кДж/моль для нейтральных комплексов и 160 кДж/моль для ион-молекулярных комплексов). Однако этой энергии достаточно, чтобы вызвать ассоциацию молекул, то есть их объединение в димеры или более крупные кластеры. Именно ассоциация молекул служит причиной аномально высоких температур плавления и кипения таких веществ, как фтороводород, вода, аммиак.
Связь этого типа, хотя и слабее ионной и ковалентной связей, играет очень важную роль во внутри- и межмолекулярных взаимодействиях. Водородные связи во многом обусловливают физические свойства воды и многих органических жидкостей (спирты, карбоновые кислоты, амиды карбоновых кислот, сложные эфиры).
Прочность водородной связи (энтальпия образования комплекса) зависит от полярности комплекса и колеблется от ~ 6 кДж/моль для комплексов молекул галогеноводородов с инертными газами до 160 кДж/моль для ион-молекулярных комплексов (AHB)±; так, для комплекса (H2O•H•OH2)+, образованного H2O и H3O+ — 132 кДж/моль в газовой фазе.

## В воде

### Механизм Гротгуса
Аномально высокая теплоёмкость воды, а также теплопроводность многоатомных спиртов обеспечивается многочисленными водородными связями. Одна молекула воды может образовать до четырёх классических водородных связей с соседями (с учётом бифуркатных H-связей до 5—6).
Водородные связи повышают температуру кипения, вязкость и поверхностное натяжение жидкостей. Они ответственны за многие другие уникальные свойства воды.

### Водные кластеры

Водородная связь между молекулами воды обозначена чёрными пунктирными линиями. Жёлтые линии обозначают ковалентную связь, которая удерживает вместе атомы кислорода (красный) и водорода (серый).

Согласно современным представлениям, наличие водородных связей между молекулами воды приводит к возникновению так называемых водных кластеров или комплексов. Простейшим примером такого кластера может служить димер воды:
{\displaystyle {\mathsf {(H_{2}O)_{2}}}={\mathsf {H_{2}O}}\cdots {\mathsf {HOH}}}
Энергия водородной связи в димере воды составляет 0,2 эВ (≈ 5 ккал/моль), что всего на порядок больше, чем характерная энергия теплового движения при температуре 300 К. В то же время энергия ковалентной связи O–H в 200 раз больше тепловой энергии. Таким образом, водородные связи относительно слабы и неустойчивы: предполагается, что они могут легко возникать и исчезать в результате тепловых флуктуаций. Это, в частности, приводит к тому, что вода должна рассматриваться не как «простая», а как «связанная жидкость»: вода представляется как сеть молекул {\displaystyle {\mathsf {H_{2}O}}}, соединённых водородными связями.

## В нуклеиновых кислотах и белках
Водородная связь в значительной мере определяет свойства и таких биологически важных веществ, как белки и нуклеиновые кислоты. В частности, элементы вторичной структуры (например, α-спирали, β-складки) и третичной структуры в молекулах белков, РНК и ДНК стабилизированы водородными связями. В этих макромолекулах водородные связи сцепляют части той же самой макромолекулы, заставляя её сворачиваться в определённую форму. Например, двойная спиральная структура ДНК определяется в значительной степени наличием водородных связей, сцепляющих пары нуклеотидов, которые связывают одну комплементарную нить с другой.

## В полимерах
Многие полимеры усилены водородными связями в их главных цепях. Среди синтетических полимеров самый известный пример — нейлон, где водородные связи играют главную роль в кристаллизации материала. Водородные связи также важны в структуре полученных искусственно полимеров (например, целлюлозы) и в многих различных формах в природе, таких как древесина, хлопок и лён.

## В твердом теле
Для твердого тела в настоящее время разработан математический аппарат — метод расчета и анализа поверхности Хиршфельда, позволяющий точно оценивать вклад водородных связей в межмолекулярные взаимодействия. Применение этого метода позволяет также количественно сравнивать вклады различных типов межмолекулярных взаимодействий друг с другом.

## В биологических системах
При формировании биологических мембран (особенно фосфолипидных) в клетках водородные связи играют определяющую роль, обеспечивая их векторность (направленность внешней поверхности мембран в сторону водной среды — субстрата).